# طرديلن قلبي
الطرديلن القلبي (باللاتينية: Tordylium cordatum) نوع نباتي يتبع جنس الطرديلن من الفصيلة الخيمية.

## البيئة والانتشار
موطن هذا النوع بلاد الشام.

## مرادفات للاسم العلمي
- (باللاتينية: Hasselquistia cordata Jacq.)
- (باللاتينية: Ainsworthia cordata (Jacq.) Boiss.)
- (باللاتينية: Hasselquistia cordata Jacq.)
- (باللاتينية: Ainsworthia carmeli Boiss.)